# Anaplectoides tamsi
Anaplectoides tamsi är en fjärilsart som beskrevs av Charles Boursin 1955. Anaplectoides tamsi ingår i släktet Anaplectoides och familjen nattflyn. Inga underarter finns listade i Catalogue of Life.